# Benedykt Górski
Benedykt Górski (ur. XVIII w., zm. XIX w.) – właściciel dóbr Chojny, założyciel Kowalszczyzny, a także wsi Olędry Chojeńskie (późniejsza wieś Dąbrowa) i Huta Chojeńska.
Jego rodzicami byli Kazimierz Górski i Magdalena z Grzybowskich. W 1783 roku pełnił funkcję burgrabiego grodzkiego warszawskiego. Później piastował również urząd sędziego ziemi łęczyckiej.

## Chojny

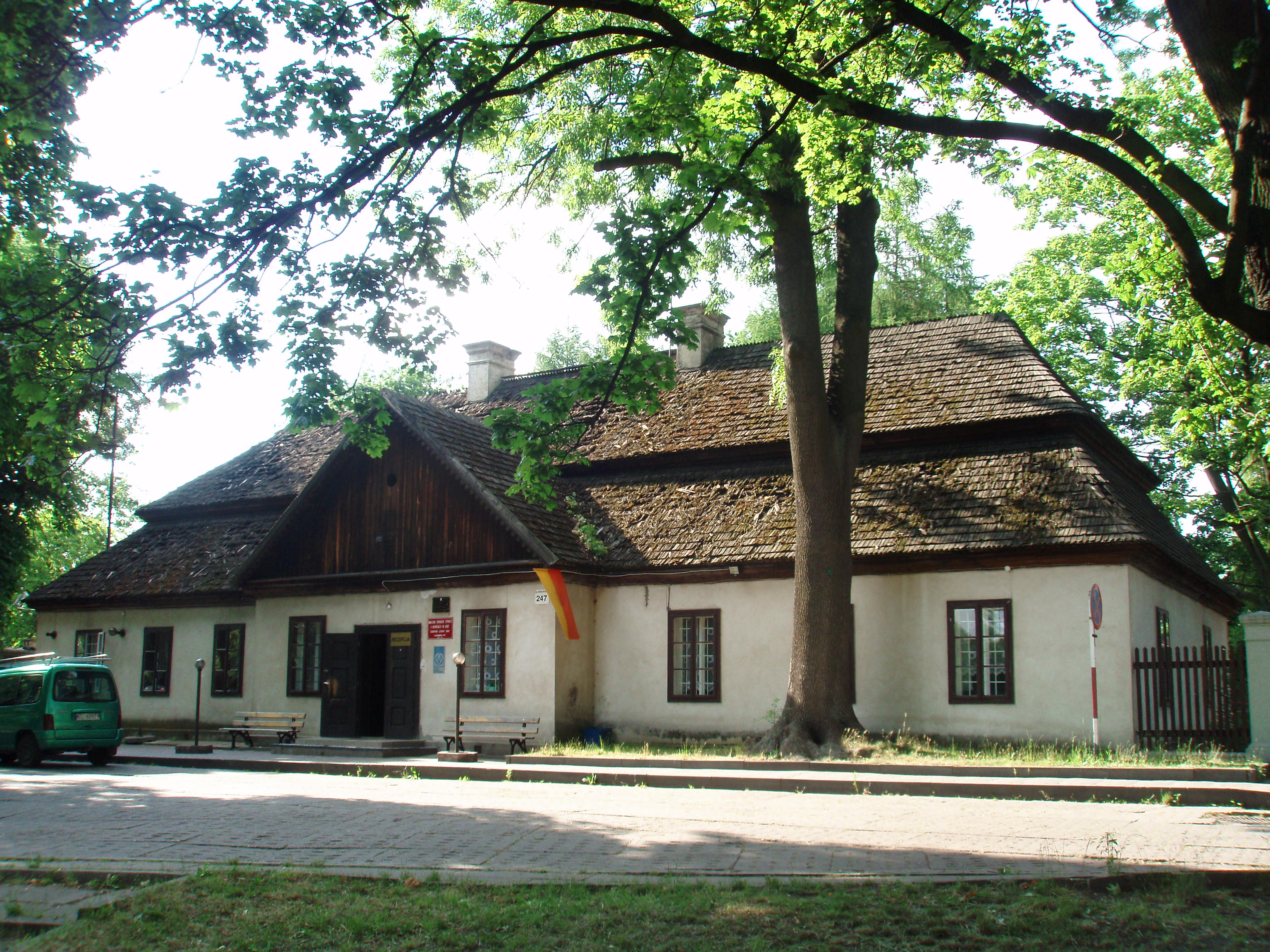
Front dworu Benedykta Górskiego

W 1786 roku przejął część wsi Chojny, gdzie postanowił się osiedlić i sfinansować budowę istniejącego do dzisiaj dworu. Stoi on na wzniesieniu w północnej części współczesnych Stawów Jana – wtedy niedaleko traktu prowadzącego do Piotrkowa Trybunalskiego. Powodem osiedlenia się była chęć zamieszkania bliżej swojego gospodarstwa. W I połowie XIX w. dobra chojeńskie przeszły na córkę Benedykta, Izabelę Walewską.

## Kowalszczyzna
Około 1800 roku Benedykt Górski założył Kowalszczyznę, która powstała ze względu na chęć zwiększenia przez jej właściciela swojego majątku. Wcześniej, na terenach lasu Dąbrowa, założył  kolonię rolniczą Olędry Chojeńskie (późniejsza wieś Dąbrowa w Łodzi), a także osadę szklarską Huta Chojeńska. Z uwagi na położenie Kowalszczyzny nad rzeczką Olechówką można przypuszczać, że zamiarem Górskiego było założenie kuźnicy napędzanej siłą wody.
Zamiar ten najwyraźniej nie powiódł się, gdyż według danych „Tabeli miast, wsi, osad Królestwa Polskiego”, wydanej w 1827 r. w osadzie Kowalszczyzna, znajdowały się dwa domy mieszkalne zamieszkiwane przez 20 osób stanu włościańskiego.